# Бранко Бабовић
Бранко Бабовић (Никшић, 8. јун 1959) је црногорски и српски филмски и позоришни глумац. Вероватно најпознатија улога му је полицајац Ђуро Палица, који се појављује у Полицијској станици, и у Курсаџијама.

## Биографија
Рођен је 8. јуна 1956. у Никшићу. Отац му је рођен у Беранама, док му је мајка пореклом са Цетиња. Пошто се родио у Никшићу, а често посећује Беране, за себе каже да је и Никшићанин и Беранац, јер му се то питање често поставља.
Завршио је Факултет драмских уметности у Београду, једно време је радио у Приштинском позоришту, да би касније прешао у Београд. У Београду је са Сашом Пантићем, Банетом Видаковићем и Ранком Горановићем креирао представу Полицијска станица, у којој је Бабовић био полицајац Ђуро Палица.
После једног од извођења ове представе је неко из глумачке групе рекао: "Е, од сјутра идемо на курс", па су касније настале и Курсаџије.

## Улоге
|                   | 1980 | 1990 | 2000 | 2010 | Укупно |
| ----------------- | ---- | ---- | ---- | ---- | ------ |
| Дугометражни филм | 2    | 2    | 0    | 1    | 5      |
| ТВ серија         | 0    | 0    | 2    | 2    | 4      |
| Укупно            | 2    | 2    | 2    | 3    | 9      |

| Год.       | Назив                              | Улога \|- style="background: Lavender; text-align:center; " | 1980.е_ | 1980.е_ | 1980.е_ | 1980.е_ |
| 1986.      | Лепота порока                      | /                                                           |         |         |         |         |
| 1987.      | У име народа                       | Секретар Милутиновић                                        |         |         |         |         |
| 1990.е     |                                    |                                                             |         |         |         |         |
| 1998.      | Стршљен                            | Комшија                                                     |         |         |         |         |
| 1999.      | Нож                                | /                                                           |         |         |         |         |
| 2000.е     |                                    |                                                             |         |         |         |         |
| 2005.      | Јелена (ТВ серија)                 | Господин Сармић                                             |         |         |         |         |
| 2007.      | Премијер (ТВ серија)               | /                                                           |         |         |         |         |
| 2010.е     |                                    |                                                             |         |         |         |         |
| 2009 2010. | Јесен стиже, дуњо моја (ТВ серија) | Конобар Риста                                               |         |         |         |         |
| 2011.      | Мирис кише на Балкану              | Вратар у позоришту                                          |         |         |         |         |
| 2018.      | Неспоразум                         | /                                                           |         |         |         |         |
| 2024.      | Игра судбине                       | Мидо Пјановић                                               |         |         |         |         |